# Platysace clelandii
Platysace clelandii är en flockblommig växtart som först beskrevs av Joseph Henry Maiden och Ernst Betche, och fick sitt nu gällande namn av Lawrence Alexander Sidney Johnson. Platysace clelandii ingår i släktet Platysace och familjen flockblommiga växter. Inga underarter finns listade i Catalogue of Life.